# Église Saint-Pierre du Vieux-Bourg
L'église Saint-Pierre du Vieux-Bourg est située à Plouguenast en France.

## Localisation
L'église est située sur la commune de Plouguenast, dans le département des Côtes-d'Armor en région Bretagne.

## Description
Cet édifice est reconstruit à l'emplacement de l'église primitive au cours du XVe siècle. La nef remonte au XVIe siècle, comme les vitraux, tandis que les bras du transept, le chœur et la sacristie ont été construits au XVIIe siècle, et le porche sud-est au XVIIIe siècle. Sous l'Ancien Régime, le cœur de la commune était le quartier actuel du Vieux-Bourg, organisé autour de l'église symbole de puissance vis-à-vis des autres villages ne possédant qu'une chapelle. Mais après la Révolution, l'église du Vieux-Bourg étant en ruine, le conseil municipal décide d'abandonner cet édifice pour en construire un autre à la Bernardaie, également dédié à saint Pierre. Le chantier est lancé en 1834, mais la population se déchaîne, les gendarmes doivent protéger les maçons et les habitants vont défaire leur travail pendant la nuit. La construction dure neuf ans, mais les paroissiens mettent un siècle avant d'accepter ce changement.

## Historique
L'église est inscrite au titre des monuments historiques par arrêté du 6 février 1926.
L'église du Vieux-Bourg fait actuellement l'objet d'un programme de restauration en trois tranches ; la première tranche de travaux a été terminée au printemps 2008. Le financement est assuré par la commune, l'État (via la Conservation régionale des monuments historiques Bretagne), le département des Côtes-d'Armor et la région Bretagne.